# Jindřich Hocke
Jindřich Hocke (2. července 1899 – ) byl český meziválečný fotbalový brankář.

## Fotbalová kariéra
V československé lize hrál v letech 1925-1927 za Nuselský SK. Nastoupil ve 36 ligových utkáních.

## Ligová bilance
| Ročník                                       | Zápasy | Góly | Klub        |
| -------------------------------------------- | ------ | ---- | ----------- |
| Asociační liga 1925                          | 9      | 0    | Nuselský SK |
| Středočeská 1. liga 1925/1926                | 21     | 0    | Nuselský SK |
| Kvalifikační soutěž Středočeské 1. ligy 1927 | 6      | 0    | Nuselský SK |
| CELKEM                                       | 36     | 0    |             |